# Nordlandsgeschlecht

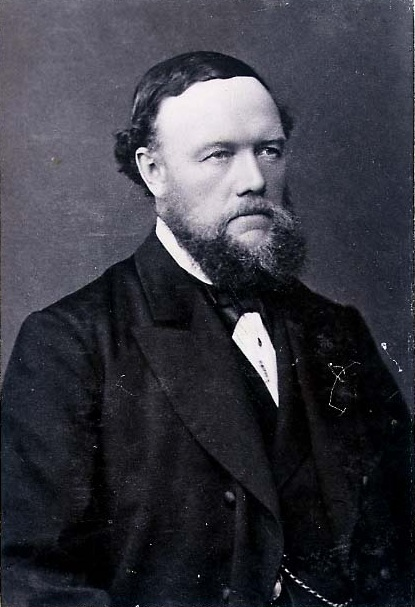
Kaufmann und Inselbesitzer Erasmus Zahl war ein typischer Repräsentant der Nordlandsgeschlechter. Als solcher wurde Zahl durch den Charakter Mack Knut Hamsuns verewigt.

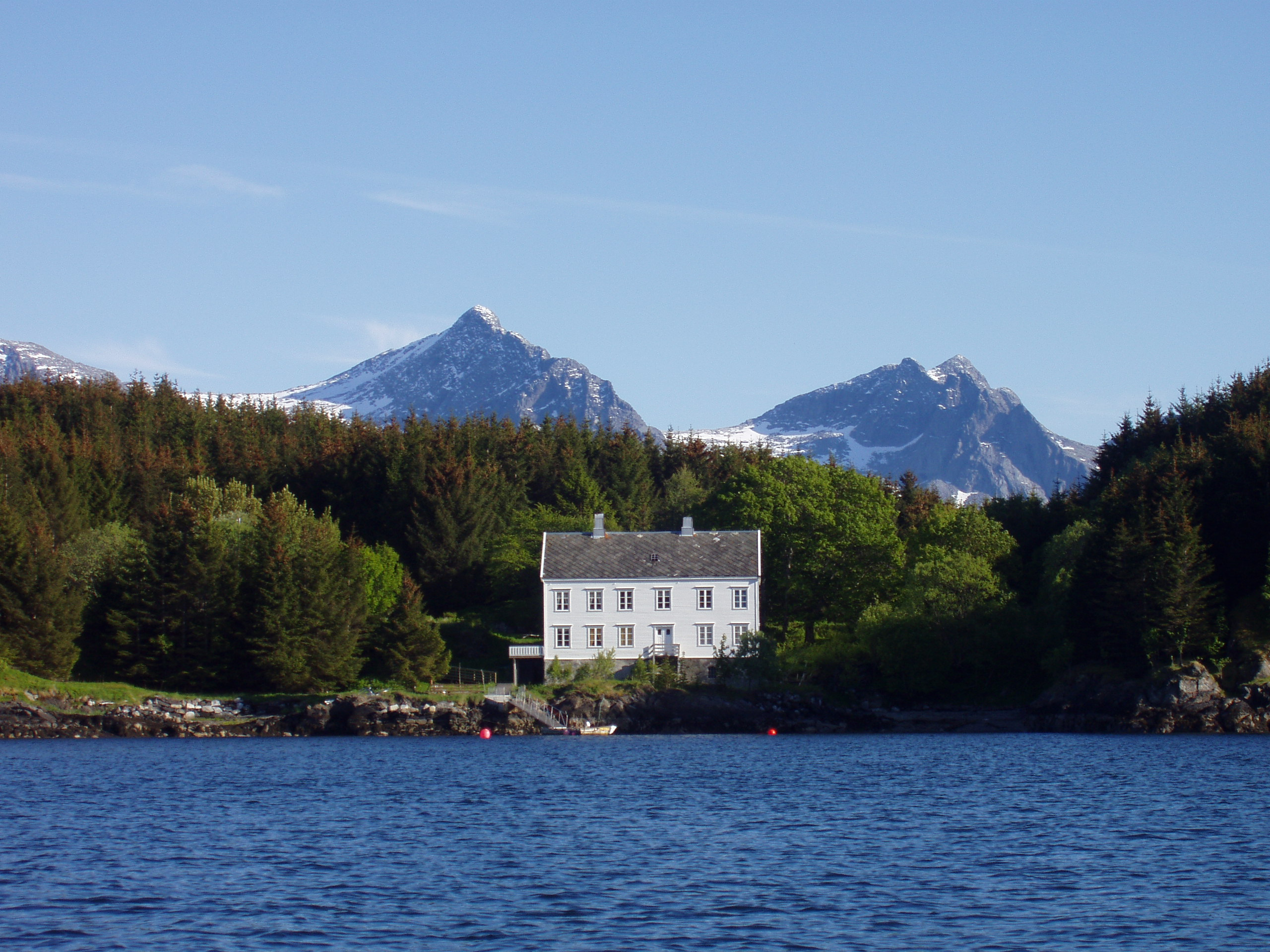
Nordlandsgeschlechter werden mit den zahllosen Bürgerlagen Nordnorwegens verbunden. Im Bild ist Lauvøya, die unter anderem im Besitz der Geschlechter Jentoft und Hveding gewesen sind.

Der Begriff Nordlandsgeschlecht (Norwegisch: nordlandsslekt) weist auf bürgerliche und kirchliche Geschlechter hin, die in Nordland, Troms und Finnmark in Norwegen ihren Ursprung haben und die vor 1800 eingesessen waren. Sie gehörten zu den höheren Gesellschaftsschichten Nordnorwegens.

## Definition
Es gibt keine feststehende Methode, ein Nordlandsgeschlecht zu definieren. Wichtige Merkmale sind, (1) dass diese Geschlechter vor 1800 sozial etabliert waren, (2) dass sie ländlich wohnten, (3) dass sie typische Bürgerkultur und -Berufe (zum Beispiel Kaufmann, Schiffer und Polizei) hatten, (4) dass sie untereinander heirateten, (5) dass sie feste/erbliche Geschlechtsnamen trugen (Bauern hatten Patronymika) und (6) dass sie oft ihren Ursprung in Dänemark und in Holstein hatten.
Viele Nordlandsgeschlechter sind (in einigen Fällen umfassend) in Schriften des 18. und des 19. Jahrhunderts geschildert. Unter diesen sind Reiseberichte von Gustav Peter Blom, von den Schweden Johan Erik Forsström, Sven Nilsson und J.W. Zetterstedt, vom Deutschen Leopold von Buch und von den Engländern Arthur de Capell Brooke und Frederick Metcalfe. Die Kultur dieser Geschlechter, unter anderem Benehmen, gesellschaftliches Leben und Tanz, war anders als die der Bauern.
Familien auf aristokratischem oder Patrizierniveau, zum Beispiel Brodtkorb, werden im Allgemeinen nicht als Nordlandsgeschlechter bezeichnet. Mit ihrem interregionalen Profil, unter anderem bei der Ehe, fehlte ihnen die lokale Verankerung, die Nordlandsgeschlechter kennzeichnet.
Es wird gesagt, dass alle Nordlandsgeschlechter Nachkommen des Adelsgeschlechtes Benkestok seien. Mehrere Nordlandsgeschlechter sind tätsachlich Nachkommen der genannten Schildknappen und sogar Erben von deren Vermögen und Gut. Unter den hervorragendsten sind das Geschlecht Ellingsen, dessen Stammvater Elling Christophersen (1676–1730), Urenkel von Margrethe Jonsdotter Benkestok, war und das Geschlecht Christensen, das das Gut Husby besaß. Auch in der Gruppe von Setesvein haben viele Nordlandsgeschlechter ihren Ursprung.
Zu Nordlandsgeschlechtern gehören mehrere national prominente Personen, unter anderen Erasmus Zahl (der Charakter Mack Knut Hamsuns), Minister Sofus Arctander und Minister Jacob Schøning.

## Geschichte
Der Begriff ist von älteren Tagen. Es wird in historischer und genealogischer Literatur des 20. Jahrhunderts häufig verwendet. Einige Jahre nach der Publizierung des Buches Slægten Benkestok (1904) der Genealogin Wilhelmine Brandt wurde das genannte Buch als ein „genealogisches Magazin über Nordlandsgeschlechter“ bezeichnet. Übrigens erscheint der Begriff unter anderem im Buch Nordlands-slegten Schøning i 360 aar (1928) von Jacob Schøning, im Buch Nordlandsslekten Mentzonis opprinnelse (1956) von Nils Parelius und im Buch Fra adel til bumenn : Nordlandsslekter (1996) von Gerd Fjellstad.